# A' Katīgoria 1971-1972
La A' Katīgoria 1971-1972 (in greco Πρωτάθλημα Α' Κατηγορίας) è stata la 33ª edizione della massima serie del campionato cipriota di calcio; la vittoria finale andò all'Omonia che conquistò il suo terzo titolo.

## Stagione

### Novità
Rispetto alla stagione precedente mancarono l'Olympiakos Nicosia, promosso in Alpha Ethniki 1971-1972, e l'ASIL Lysī, retrocesso; furono sostituiti dall'APOP Paphou, vincitore della B' Katīgoria 1970-1971 e dall'EPA Larnaca, retrocesso dall'Alpha Ethniki 1970-1971; pertanto il numero di squadre rimase fermo a dodici.

### Formula
Il torneo fu disputato da dodici squadre che si incontrarono in gare di andata e ritorno per un totale di ventidue turni per squadra; furono assegnati due punti in caso di vittoria, uno in caso di pareggio e zero in caso di sconfitta. L'ultima classificata veniva retrocessa in B' Katīgoria 1972-1973; in caso di arrivo in parità prevaleva il quoziente reti. Come nella precedente stagione la prima classificata otteneva la promozione nel massimo campionato di calcio greco.

## Squadre partecipanti
| Club                | Città     | Stadio                    | Stagione precedente                 |
| ------------------- | --------- | ------------------------- | ----------------------------------- |
| AEL Limassol        | Limassol  | Stadio GSO                | 11º in A' Katīgoria                 |
| Alkī Larnaca        | Larnaca   | Vecchio Stadio GSZ        | 9º in A' Katīgoria                  |
| Anorthōsis          | Famagosta | Stadio GSE                | 8º in A' Katīgoria                  |
| APOEL               | Nicosia   | Vecchio Stadio GSP        | 3º in A' Katīgoria                  |
| Apollōn Limassol    | Limassol  | Stadio GSO                | 6º in A' Katīgoria                  |
| APOP Paphou         | Pafo      | Stadio GSK                | 1º in B' Katīgoria, promosso        |
| Digenīs Morphou     | Morfou    | Stadio Comunale di Morfou | 2º in A' Katīgoria                  |
| EN Paralimni        | Paralimni | Stadio Tasos Markou       | 7º in A' Katīgoria                  |
| EPA Larnaca         | Larnaca   | Vecchio Stadio GSZ        | 18º in A' Alpha Ethniki, retrocesso |
| Nea Salamis         | Famagosta | Stadio GSE                | 10º in A' Katīgoria                 |
| Omonia              | Nicosia   | Vecchio Stadio GSP        | 4º in A' Katīgoria                  |
| Pezoporikos Larnaca | Larnaca   | Vecchio Stadio GSZ        | 5º in A' Katīgoria                  |

## Classifica finale
|  | Pos. | Squadra             | Pt | G  | V  | N  | P  | GF | GS | DR  |
|  | ---- | ------------------- | -- | -- | -- | -- | -- | -- | -- | --- |
|  | 1.   | Omonia              | 32 | 22 | 13 | 6  | 3  | 30 | 14 | +16 |
|  | 2.   | EPA Larnaca         | 30 | 22 | 11 | 8  | 3  | 36 | 17 | +19 |
|  | 3.   | EN Paralimni        | 25 | 22 | 9  | 7  | 6  | 20 | 16 | +4  |
|  | 4.   | Anorthōsis          | 24 | 22 | 6  | 12 | 4  | 22 | 18 | +4  |
|  | 5.   | Apollōn Limassol    | 23 | 22 | 8  | 7  | 7  | 21 | 21 | 0   |
|  | 6.   | Alkī Larnaca        | 22 | 22 | 7  | 8  | 7  | 23 | 24 | -1  |
|  | 7.   | APOEL               | 21 | 22 | 8  | 5  | 9  | 29 | 23 | +6  |
|  | 8.   | Nea Salamis         | 20 | 22 | 5  | 10 | 7  | 16 | 22 | -6  |
|  | 9.   | Digenīs Morphou     | 20 | 22 | 6  | 8  | 8  | 12 | 20 | -8  |
|  | 10.  | Pezoporikos Larnaca | 19 | 22 | 5  | 9  | 8  | 14 | 18 | -4  |
|  | 11.  | AEL Limassol        | 15 | 22 | 4  | 7  | 11 | 12 | 28 | -16 |
|  | 12.  | APOP Paphou         | 13 | 22 | 5  | 3  | 14 | 20 | 34 | -14 |

### Verdetti
- Omonia Campione di Cipro 1971-72, promosso in Alpha Ethniki 1972-1973 e ammesso alla Coppa dei Campioni 1972-1973.
- Pezoporikos Larnaca qualificato in Coppa delle Coppe 1972-1973 in qualità di finalista della Kypello Kyprou 1972-1973 (il vincitore era l'Omonia).
- EPA Larnaca qualificato in Coppa UEFA 1972-1973.
- APOP Paphou retrocesse in B' Katīgoria 1972-1973.

## Classifica marcatori
| Gol |  |  | Giocatore       | Squadra |
| --- |  |  | --------------- | ------- |
| 12  |  |  | Sōtīrīs Kaïafas | Omonia  |

note: